# Odd Brandsegg
Odd Arne Brandsegg (ur. 19 lipca 1948 w Målselv) – szwedzki skoczek narciarski norweskiego pochodzenia. Olimpijczyk (1976), uczestnik mistrzostw świata w narciarstwie klasycznym (1974 i 1978) oraz w lotach narciarskich (1977), trzykrotny mistrz Szwecji.

## Przebieg kariery
Brandsegg urodził się w Norwegii. Do Szwecji przeprowadził się w wieku 19 lat, szukając pracy. Po przyjeździe do nowego kraju skontaktowali się z nim przedstawiciele klubu Njurunda IK. Za ich namową został zawodnikiem tego zespołu, a z czasem stał się jednym z najbardziej utytułowanych skoczków w jego historii, reprezentując na arenie międzynarodowej Szwecję.
W latach 70. XX wieku startował w wielu prestiżowych zawodach międzynarodowych. W 1974 wygrał Turniej Norweski. Stawał na podium konkursów Turnieju Norweskiego (drugi w Lillehammer 16 marca 1974) i Szwedzkich Igrzysk Narciarskich (trzeci w Falun 29 lutego 1976), kilkukrotnie zajmował lokaty w czołowej dziesiątce konkursów TN i Festiwalu Narciarskiego w Holmenkollen. Trzy razy brał udział w Turnieju Czterech Skoczni, najwyżej plasując się na 15. miejscu w pojedynczym konkursie (30 grudnia 1976 w Oberstdorfie) i 25. w klasyfikacji generalnej (sezon 1975/76).
Brandsegg kilkukrotnie startował w imprezach międzynarodowych rangi mistrzowskiej. W 1976 wziął udział w organizowanych przez Innsbruck zimowych igrzyskach olimpijskich – był 41. na skoczni normalnej i 25. na obiekcie dużym (na większej skoczni po pierwszej serii plasował się na 18. pozycji). Dwukrotnie startował na mistrzostwach świata – w 1974 w Falun był 34. na skoczni normalnej i 44. na obiekcie dużym, a cztery lat później w Lahti indywidualnie dwukrotnie zajął miejsce w czołowej trzydziestce (29. na mniejszej i 26. na większej skoczni), a drużynowo z reprezentacją Szwecji zajął szóstą lokatę. Ponadto w 1977 w Vikersund wziął udział w mistrzostwach świata w lotach narciarskich, zajmując 22. miejsce.
Trzykrotnie zostawał indywidualnym mistrzem Szwecji w skokach narciarskich – triumfował na skoczni normalnej w 1976 i 1977 oraz na obiekcie dużym w 1977.

## Igrzyska olimpijskie

### Indywidualnie
| 1976 Innsbruck | – | 41. miejsce (skocznia normalna), 25. miejsce (skocznia duża) |

## Mistrzostwa świata

### Indywidualnie
| 1974 Falun | – | 34. miejsce (skocznia normalna), 44. miejsce (skocznia duża) |
| 1978 Lahti | – | 29. miejsce (skocznia normalna), 26. miejsce (skocznia duża) |

### Drużynowo
| 1978 Lahti | – | 6. miejsce |

## Mistrzostwa świata w lotach narciarskich

### Indywidualnie
| 1977 Vikersund | – | 22. miejsce |